# كلودي بلاكلي
كلودي بلاكلي (بالإنجليزية: Claudie Blakley)‏ هي ممثلة بريطانية، ولدت في 1974 بإنجلترا في المملكة المتحدة.

## أعمال

### أفلام
- (2001) منتزه جوسفورد[4]
- (2005) كبرياء وتحامل[5]

## وصلات خارجية
- كلودي بلاكلي على موقع IMDb (الإنجليزية)
- كلودي بلاكلي على موقع ألو سيني (الفرنسية)
- كلودي بلاكلي على موقع أول موفي (الإنجليزية)
- كلودي بلاكلي على موقع قاعدة بيانات برودواي على الإنترنت (الإنجليزية)
- كلودي بلاكلي على موقع قاعدة بيانات الأفلام السويدية (السويدية)
- كلودي بلاكلي على موقع قاعدة بيانات الفيلم (الإنجليزية)
- كلودي بلاكلي على موقع كينوبويسك (الروسية)